# Corralitos
Corralitos és una població dels Estats Units a l'estat de Califòrnia. Segons el cens del 2000 tenia 2.431 habitants.

## Demografia
Segons el cens del 2000, Corralitos tenia 2.431 habitants, 815 habitatges, i 621 famílies. La densitat de població era de 104,3 habitants per km².
Dels 815 habitatges en un 36,3% hi vivien nens de menys de 18 anys, en un 65% hi vivien parelles casades, en un 8,6% dones solteres, i en un 23,7% no eren unitats familiars. En el 16,1% dels habitatges hi vivien persones soles el 4,8% de les quals corresponia a persones de 65 anys o més que vivien soles. El nombre mitjà de persones vivint en cada habitatge era de 2,86 i el nombre mitjà de persones que vivien en cada família era de 3,22.
Per edats la població es repartia de la següent manera: un 25,5% tenia menys de 18 anys, un 5,8% entre 18 i 24, un 27% entre 25 i 44, un 27,1% de 45 a 60 i un 14,5% 65 anys o més.
L'edat mediana era de 40 anys. Per cada 100 dones de 18 o més anys hi havia 90,5 homes.
La renda mediana per habitatge era de 70.781 $ i la renda mediana per família de 80.626 $. Els homes tenien una renda mediana de 44.750 $ mentre que les dones 31.500 $. La renda per capita de la població era de 27.572 $. Entorn de l'1% de les famílies i el 2,8% de la població estaven per davall del llindar de pobresa.

## Poblacions més properes
El següent diagrama mostra les poblacions més properes.